# Брекнокшир
Брекнокшир (валл. Sir Frycheiniog, англ. Brecknockshire) — традиційне графство Уельсу, що існувало як адміністративно-територіальна одиниця у складі Англії у період з 1535 до 1888 року.
Брекнокшир межував з валлійськими графствами Монмутшир і Гламорган на півдні, Кардіганшир і Кармартеншир на заході й Радноршир на півночі, а також англійським графством Герефордшир на сході.
Графство було утворено Генріхом VIII під час проведення реформи адміністративної системи Англії, відповідно до Актів про Закони Уельсу 1535—1543 років. Територіальну основу новоутворення склало анексоване до коронної власності володіння лордів Валлійської марки Брекон, що раніше було самостійним валлійським королівством Бріхейніог.
Актом про місцеве врядування 1888 року графство було перетворено на графство Брекнокшир. Потім територіальний поділ Уельсу було змінено Актом про місцеве врядування 1972 року, який утворив дворівневу адміністративну систему, та відповідно до якого землі Брекнокширу увійшли до складу графства Повіс як територіальна одиниця другого рівня — район Брекон.
З 1996 року й донині землі Брекнокширу входять до складу унітарної адміністративної області Повіс.